# Tour Adria
La Tour Adria (también conocida como Technip Tower, del nombre de la empresa inquilina) es un rascacielos de oficinas ubicado en el distrito de negocios de La Défense, Francia (específicamente en Courbevoie, en el distrito de Faubourg de l'Arche).

## Proyecto
Fue diseñada por el estudio de arquitectura Conceptua. Este también diseñó de la cercana Tour Aegean (1999), que es gemela de la Tour Adria. Las dos tienen a su vez la misma altura de la Tour EDF (2001).
La Tour Adria construido por la misma empresa SARI Développement. La obra comenzó en 1999 y se detuvo durante varios meses en 2001 por razones financieras. Finalmente fue entregada el 13 de diciembre de 2002 y totalmente arrendado a Technip.
La torre fue vendida por primera vez por Lucia y SITQ (una subsidiaria de la Caisse de dépôt et placement du Québec) a DB Estate Investment GMBH en abril de 2003 por un monto de 362 millones de euros, luego una segunda vez por DB Real Estate a Tesfran en marzo de 2006 por 562 millones de euros.

## Descripción
Inicialmente, la torre debería haber sido blanca como la Tour Aegean, pero finalmente se construyó en color negro, con fachadas de vidrio altamente reflectantes. Con sus 155 m de altura, fue con la Torre del Egeo la torre más alta del distrito Faubourg de l'Arche hasta la construcción de la Tour T1.
La torre es décomposée en dos partes un Edificio de gran altura y un conjunto de 615 lugares de aparcamiento sobre 4 niveles.